# Mara (Colón)
Mara é um município da Venezuela localizado no estado de Zulia, cuja capital é a cidade de San Rafael del Moján.